# Саблезубы
Саблезубы (лат. Anoplogaster) — род морских лучепёрых рыб в монотипическом семействе саблезубовых отряда Trachichthyiformes. Обитают на больших глубинах в Атлантическом, Индийском и Тихом океанах.

## Классификация
В составе рода выделяют 2 вида:
- Anoplogaster brachycera Kotlyar, 1986
- Anoplogaster cornuta Valenciennes, 1833 — Длиннорогий саблезуб